# Персидская каллиграфия
Персидская каллиграфия (перс. خوشنویسی فارسی‎‎) — каллиграфия, используемая в персидской письменности, одно из наиболее почитаемых искусств в истории Персии.

## История
После арабского завоевания Персии в VII веке под влиянием исламской культуры и престижа языка завоевателей — арабского — персы приспособили для записи новоперсидского языка арабское письмо, добавив к нему четыре буквы для обозначения звуков, отсутствующих в арабском: пе (پ), че (چ), же (ژ) и гаф (گ), и, таким образом, довели свой алфавит до 32 знаков.
Знакомство персов с арабской каллиграфией началось с её трёх главных почерков — куфи, насх и сулюс. Самым ранним из них является куфи, господствовавший примерно до XII века, для которого характерно тяготение к прямым линиям и четким геометрическим формам. В настоящее время он канонизирован как почерк, которым пишут названия сур Корана. Почерк насх («переписка») — строгий горизонтальный почерк, использовался, как следует из названия, главным образом для переписки текста Корана и хадисов. Для почерка сулюс («одна треть») характерно наличие криволинейных и прямолинейных элементов, которые соотносятся в пропорции 1/3.
В Персии особое распространение получили школы «насха» и «сулюса», поскольку они нашли широкое применение в архитектуре — для украшения мечетей и других священных для мусульман зданий.

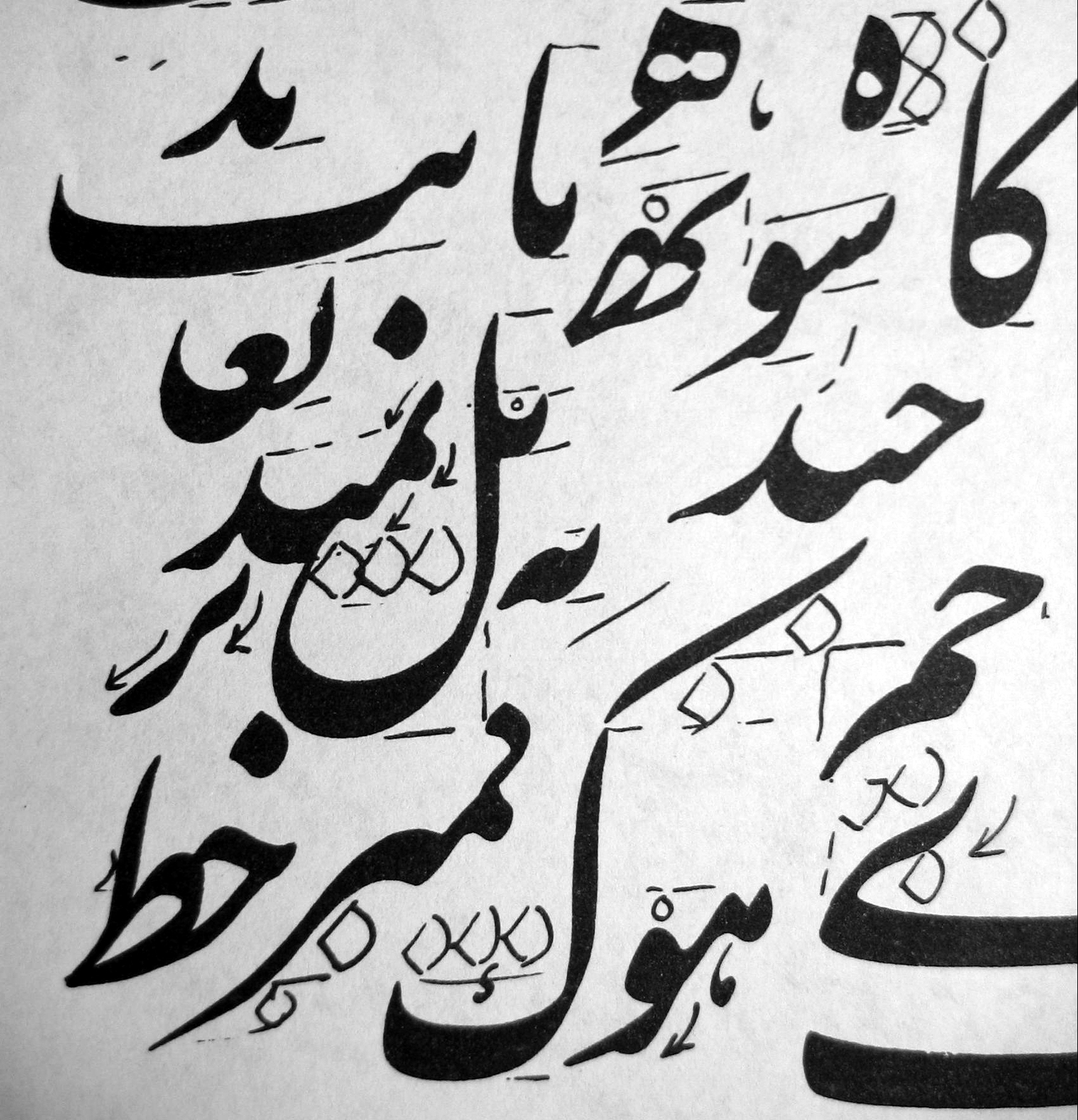
Образец почерка насталик

Потребность в составлении большого числа официальных документов при надлежащей скорости их составления привела к разработке в Персии нового почерка «талик» («скорописный» или «быстрый в исполнении»). Для «талика» было характерно наличие большого числа закруглённых, как бы природных линий, в отличие от жёстких, геометризованных форм «куфи».
Во время правления Тимуридов развитию персидской каллиграфии способствовал внук Тамерлана Байсонкур. Будучи покровителем искусств и опытным каллиграфом, владевшим шестью стилями арабской каллиграфии (сохранилась выполненная им лично каллиграфическая надпись на мечети Гохаршад в Мешхеде), Байсонкур после захвата Тебриза в 1420 году вывез оттуда несколько мастеров книжного дела, в частности, знаменитого каллиграфа Мир Али Табризи, который возглавил китабхане Байсонкура. Табризи предложил новый вариант скорописного почерка — «насталик» (перс. نستعلیق‎, nastaʿlīq — название происходит от слов «насх» и «талик»).
Для начертания насталика характерны короткие вертикальные, без засечек, и длинные горизонтальные штрихи. Каллиграфические надписи делались инструментом «калям» (калам), представлявшим собой кусок обрезанного тростника с косым заострённым наконечником размером 5-10 мм, который окунался в чернила. Наконечник каляма, как правило, был разделен посередине, чтобы облегчить поглощение чернил.
Почерк «насталик» быстро приобрёл популярность в персидском обществе и получил неофициальное звание «невесты исламских почерков»: его использовали при написании книг и поэтических сборников, любовных писем и административных документов. До настоящего времени в Иране стихи Хафиза, Саади, Руми и других поэтов издают именно с использованием «насталика». Помимо Персии, «насталик» получил распространение в Средней Азии, Пакистане и Индии.
Во время правления шаха Аббаса (начало XVII века) «насталик» подвергся серьёзным изменениям, которые внёс каллиграф Мир Эмад Хассани. Переработанный Хассани «насталик» используется в Иране до настоящего времени.
Дальнейший рост документооборота в государстве привёл к поиску новых вариантов почерков, которые позволяли бы повысить скорость записи документов. В конце XVII века правитель Герата (входившего в то время в состав государства Сефевидов) Мортеза Голи-хан Шамлу изобрёл новый почерк — шекасте насталик (перс. شکسته‌ نستعلیق Šekaste nasta’liq или Šekasta nasta’liq — «ломаный насталик») — один из традиционных видов каллиграфии, использующих арабское письмо. От обычного насталика отличается тем, что имеет более «раскидистые» и более длинные линии букв.

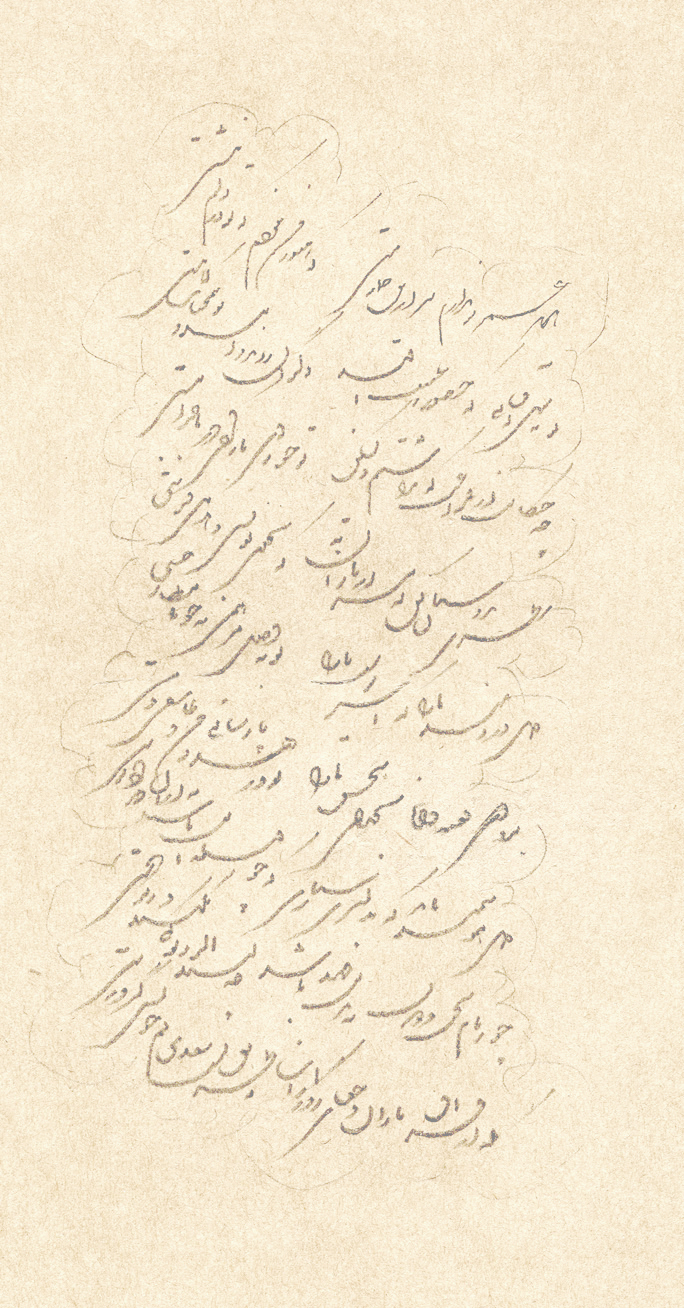
Образец почерка шекасте насталик.

По мере проникновения в Персию книгопечатания каллиграфия становилась всё проще, теряя часть своей эстетической привлекательности. В XIX веке Мирза Мохаммад Реза Калхор — составитель томов с путевыми заметками Насреддин-шаха — внёс в «насталик» очередное изменение: для удобства заполнения печатной формы чернилами буквы и штрихи сделались несколько толще. Кроме того, в это же время была разработана техника «сийях-махш»: слова и буквы повторялись много раз, так что фон каллиграфического рисунка становился чёрным.

## Каллиграфия в современном Иране
В 1950-х годах в Иране было создано Общество иранских каллиграфов, в числе организаторов которого выступили известные каллиграфы Хоссейн Мирхани, Али Акбар Кавех, Ибрахим Бузари, Хассан Мирхани и Мехди Байан.
Новый импульс развитию каллиграфии в Иране придало развитие рекламной индустрии в 1960-х — 1970-х годах. В это время параллельно развивались две школы «насталика»: традиционная и новая, а также появился также самый новый из известных на сегодня почерков персидской каллиграфии — «моалла».
Широкой известностью в современном Иране пользуются такие мастера каллиграфии, как Голламхоссейн Амирхани, Ятолла Габолли, Мохаммад Эхса (изобретатель сочетания элементов каллиграфии с живописью — «хатт-нагаши» или «хатташи»), Насролла Афджеи, Хоссейн Зендеруди, Ферейдун Омиди. Ряд каллиграфов, в частности Зендех Роуди, Джалиль Расули, Парвиз Танаволи, использовали элементы каллиграфии в сочетании со стихами Руми для дизайна одежды.
Каллиграфия представлена в ряде музеев страны — в частности, в музее каллиграфии в Казвине, в Иране регулярно проводятся выставки и конкурсы каллиграфии.